# Marimba

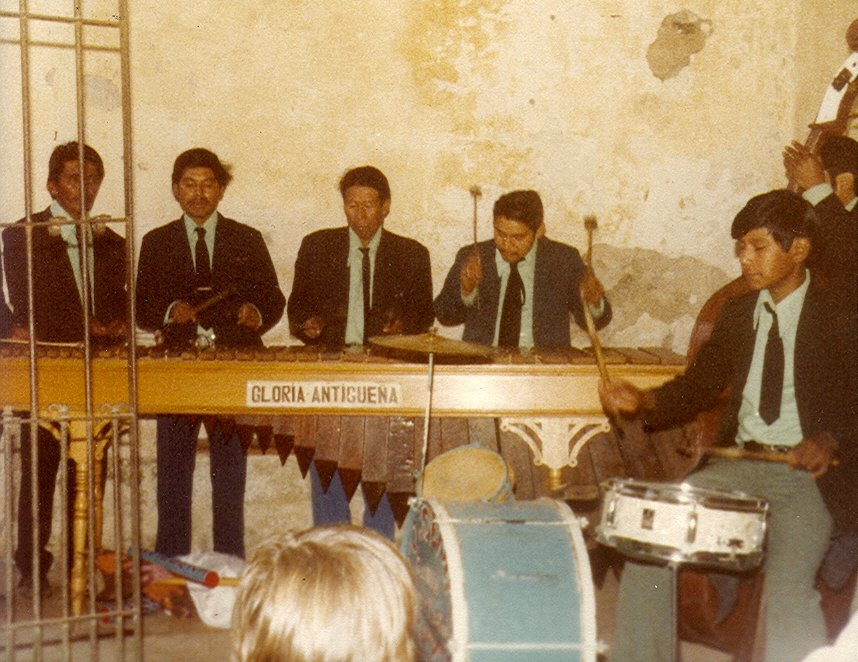
Banda de marimba da Guatemala

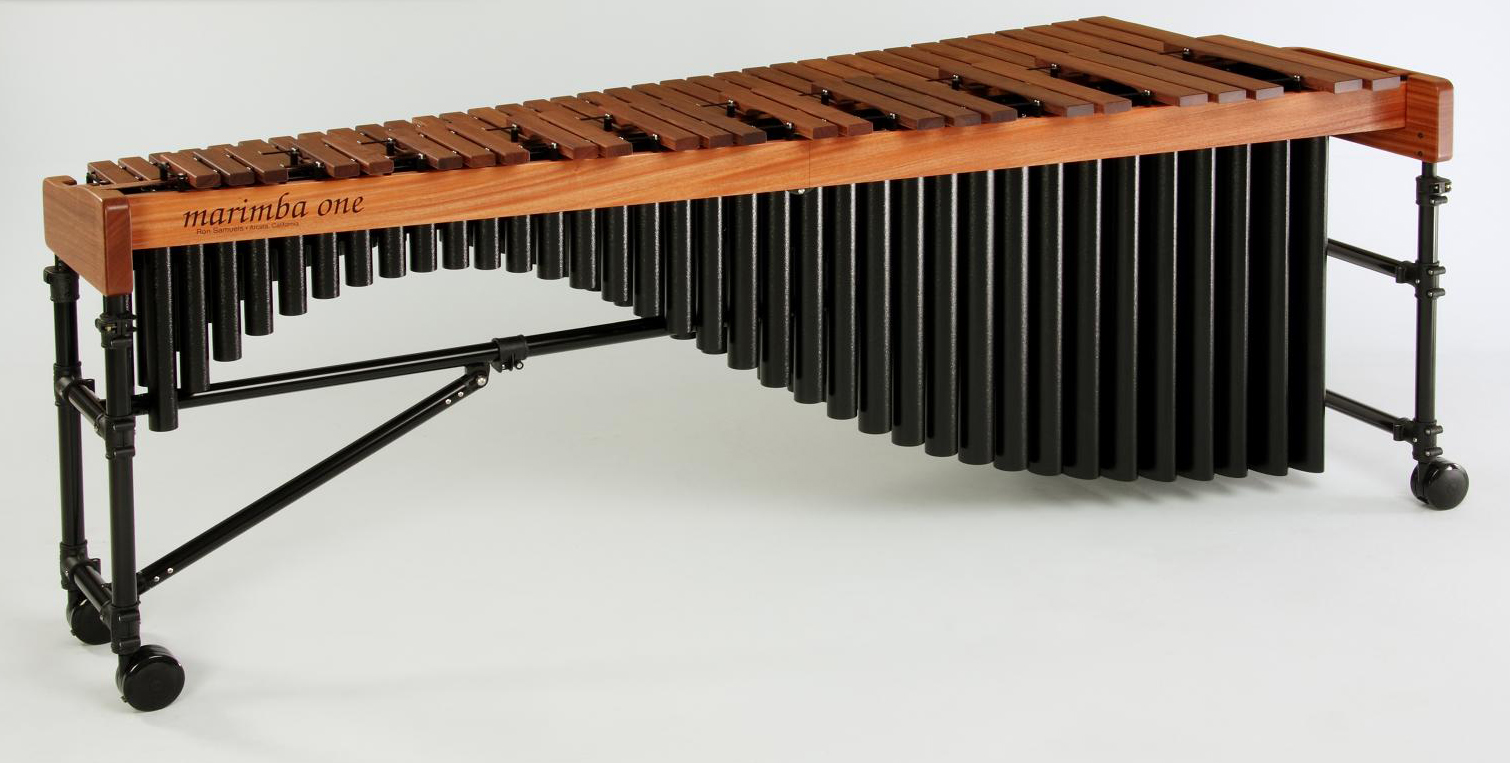
Uma marimba.

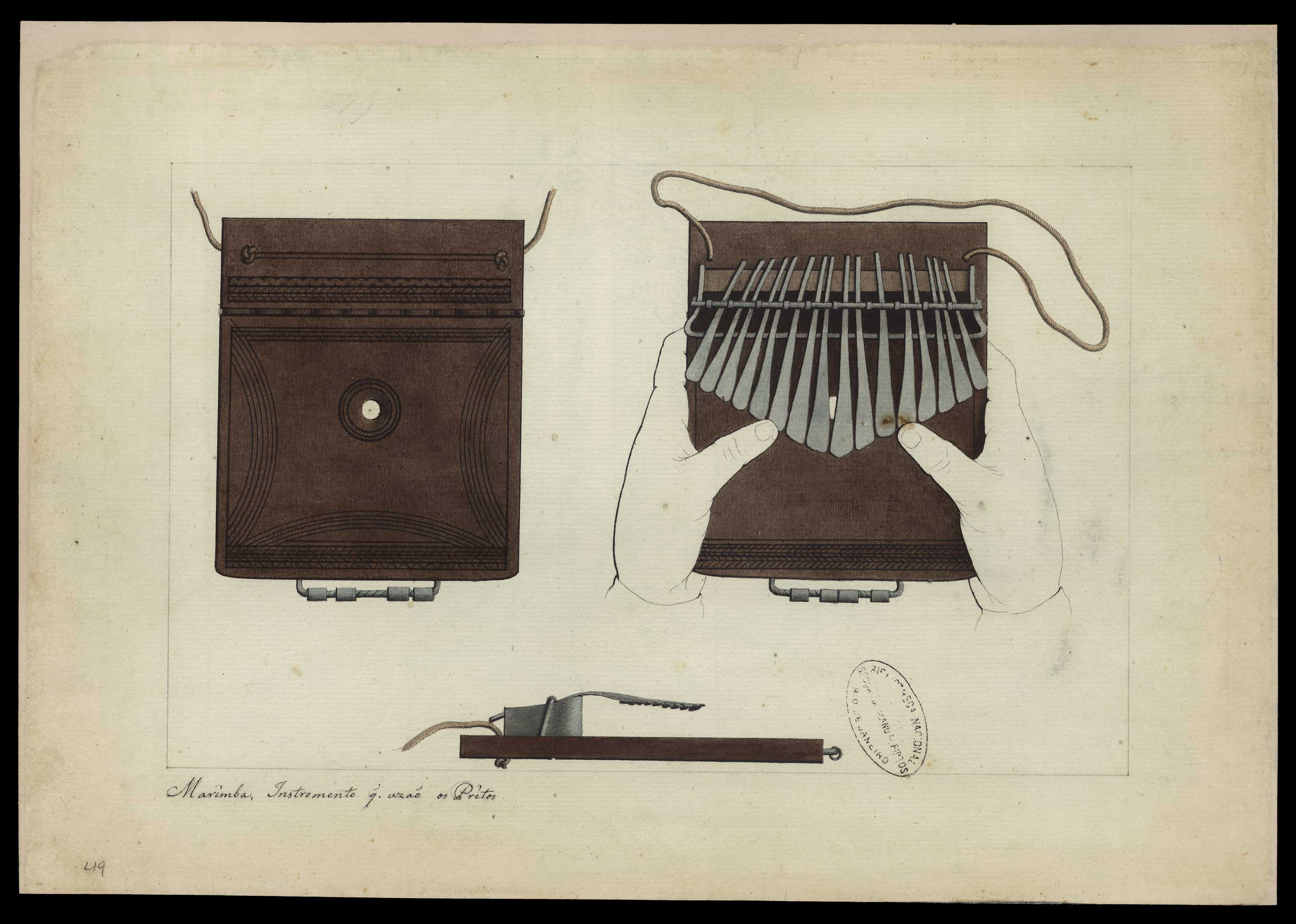
Marimba (século XVIII) - Acervo Digital Afro-Brasileiro Flickr

A marimba ou dimba é um instrumento de toque de forma semelhante ao xilofone, com lamelas de madeira, que ao serem percutidas com baquetas produzem um som. Um exemplar "genérico" é o ceramofone.
A marimba é de origem angolana. No século XVI, o intercâmbio intercultural levou a marimba às Américas, onde foi adaptada e faz hoje parte da música de vários países, especialmente a Guatemala e Honduras, os estados de Oaxaca e Chiapas no sul do México e a Nicarágua.
O instrumento geralmente é tocado com duas a seis baquetas (normalmente 4 ou 2) revestidas de lã ou feltro, podendo ainda ser percutido com as mãos.

## Marimba de vidro
A marimba de vidro é um instrumento criado pelo músico Marco Antônio Guimarães e amplamente utilizado pelo grupo Uakti.
Suas teclas são feitas de vidro plano de espessura 4mm e se estendem por duas oitavas, do Si1 ao Mi4, apoiadas sobre um revestimento que cobre toda a borda da parede da caixa de ressonância.
Outra particularidade da marimba de vidro é o fato de poder ser utilizado um arco de crina (como os dos instrumentos de corda) para extrair o som das notas, friccionando-o contra a borda da tecla correspondente à nota a ser tocada.